# آن یونگ-سو
آن یونگ-سو (انگلیسی: An Young-su؛ زادهٔ ۲۰ فوریهٔ ۱۹۶۴) بوکسور اهل کره جنوبی بود.
از افتخارات وی میتوان به کسب مدال نقره در بازی‌های المپیک تابستانی ۱۹۸۴ اشاره کرد.